# Favela di Turano
La Favela di Turano o Morro do Turano è una località tra i quartieri di Tijuca e  Rio Comprido a nord di Rio de Janeiro in cui si trova una favela che si trova vicino alle favela di Morro de São Carlos, no Estácio, Morro da Mineira e Morro da Coroa, a Catumbi, Morro do Querosene a Rio Comprido e Comunidade da Chacrinha, a Tijuca.